# Christopher Wenner
Christopher Wenner (Reino Unido, 1954 – Brisbane, 28 de outubro de 2021) foi um jornalista e apresentador de televisão britânico, mais conhecido por apresentar o programa infantil Blue Peter, onde apresentou-o entre 1978 e 1980, sucedendo John Noakes.
Em 1985 foi correspondente de uma guerra em Beirute, Líbano; e em 1991 em Dili, Timor-Leste. Acabou conquistando o prêmio 2000 Rory Peck por sua excelente cobertura jornalística nas guerras. Em 1998, enquanto trabalhava como jornalista no programa ITN do Channel 4, Wenner foi espancado por civis sérvios mas acabou sobrevivendo.
Wenner morreu em 28 de outubro de 2021 em um hospital de Brisbane em decorrência de um câncer.

## Distinções
- Ínsignia da Ordem de Timor-Leste (30 de Agosto de 2009)[3]